# Містра
Містра (грец. Μυστράς) — укріплене стародавнє місто, що досягло піку розквіту в Мореї (середньовічному Пелопоннесі). Розташоване на горі Тайгет, біля стародавньої Спарти. Столиця Ахейського князівства у 1249—1262 роках.

## Історія
У 1249 році, правитель утвореного на Пелопоннесі Ахейского князівства Гільйом II де Віллардуен, щоб уникнути набігів войовничих горян, наказав побудувати на пагорбі, в 6 кілометрах на захід від Спарти фортецю. Зведена фортеця дозволяла контролювати ущелину, яка з'єднує Лаконію з Мессенією. При будівництві активно використовувалися матеріали з руїн античної Спарти та візантійської Лакедемони.
У XIV—XV століттях місто слугувало адміністративним центром візантійської деспотії Морея. 
Місто залишалося населеним в період Османської імперії, коли мандрівники помилково приймали його за Спарту. 
В 1830-ті роки було покинуте, а біля нього було збудовано місто Спарті. 
1989 року — руїни стародавніх споруд міста були занесені до списку Світової спадщини ЮНЕСКО. Щорічно, 29 травня, проходить Палеологській фестиваль, в ході якого проводиться урочиста панахида за останнім візантійським імператором Костянтином XI Драгашем.

## Галерея

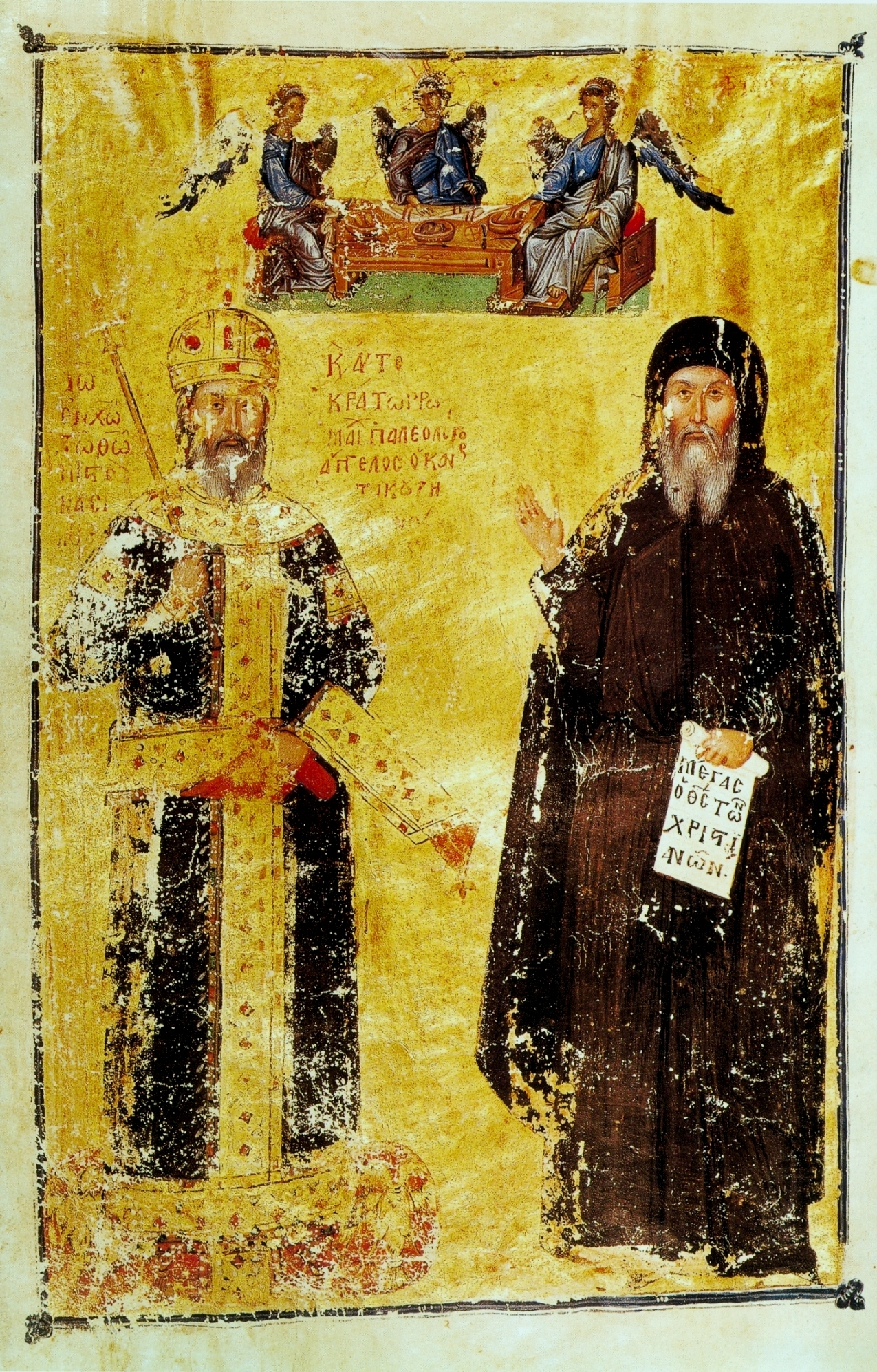
Іоанн Кантакузін у вигляді імператора та ченця
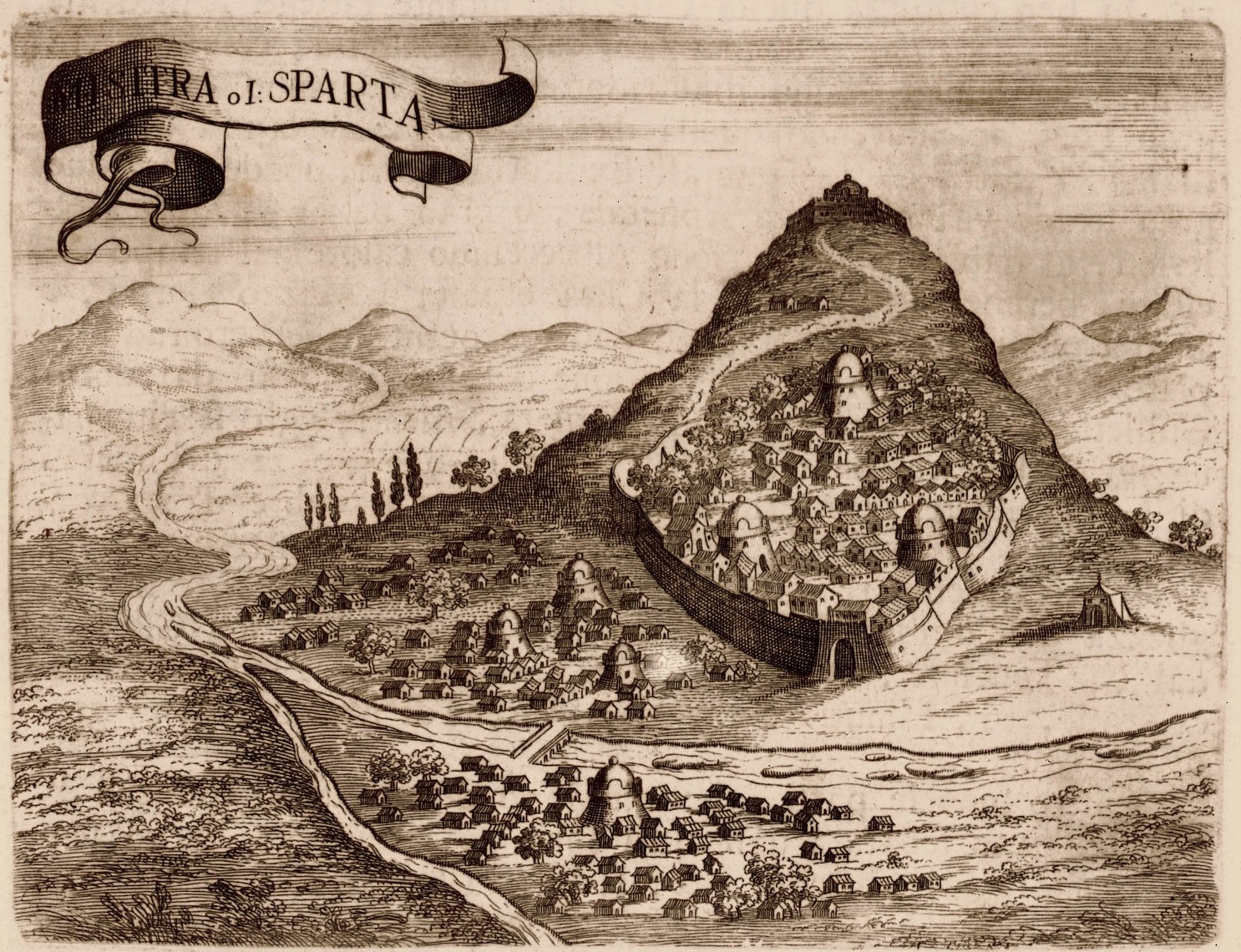
Містра у 1686 році
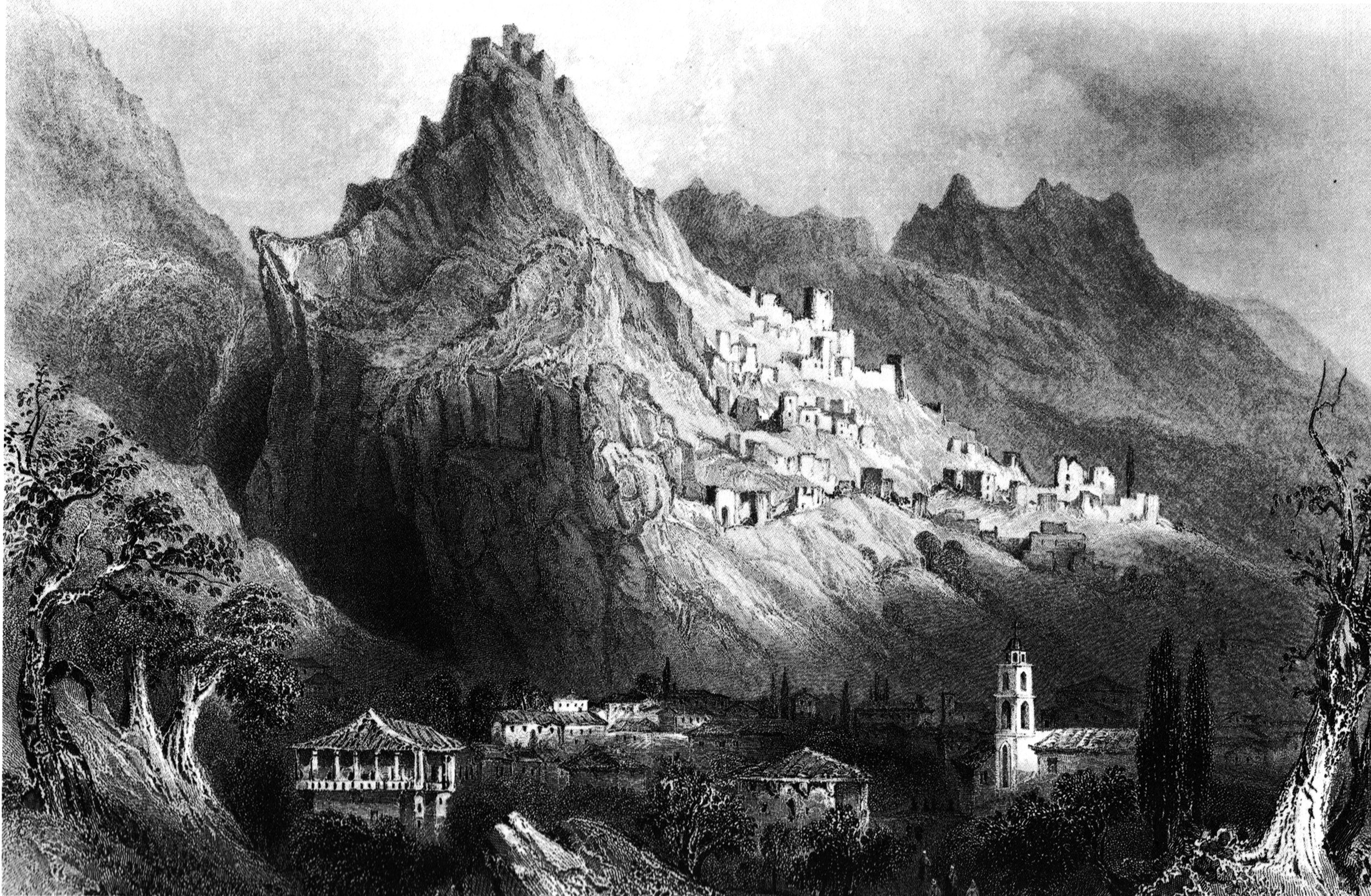
Руїни Містри у 1850 році
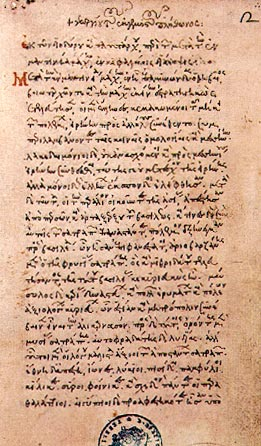
Один з рукописів Пліфона
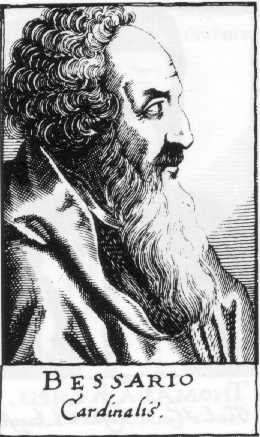
Віссаріон Нікейський
Пам'ятник Костянтину XI у сучасній Містрі
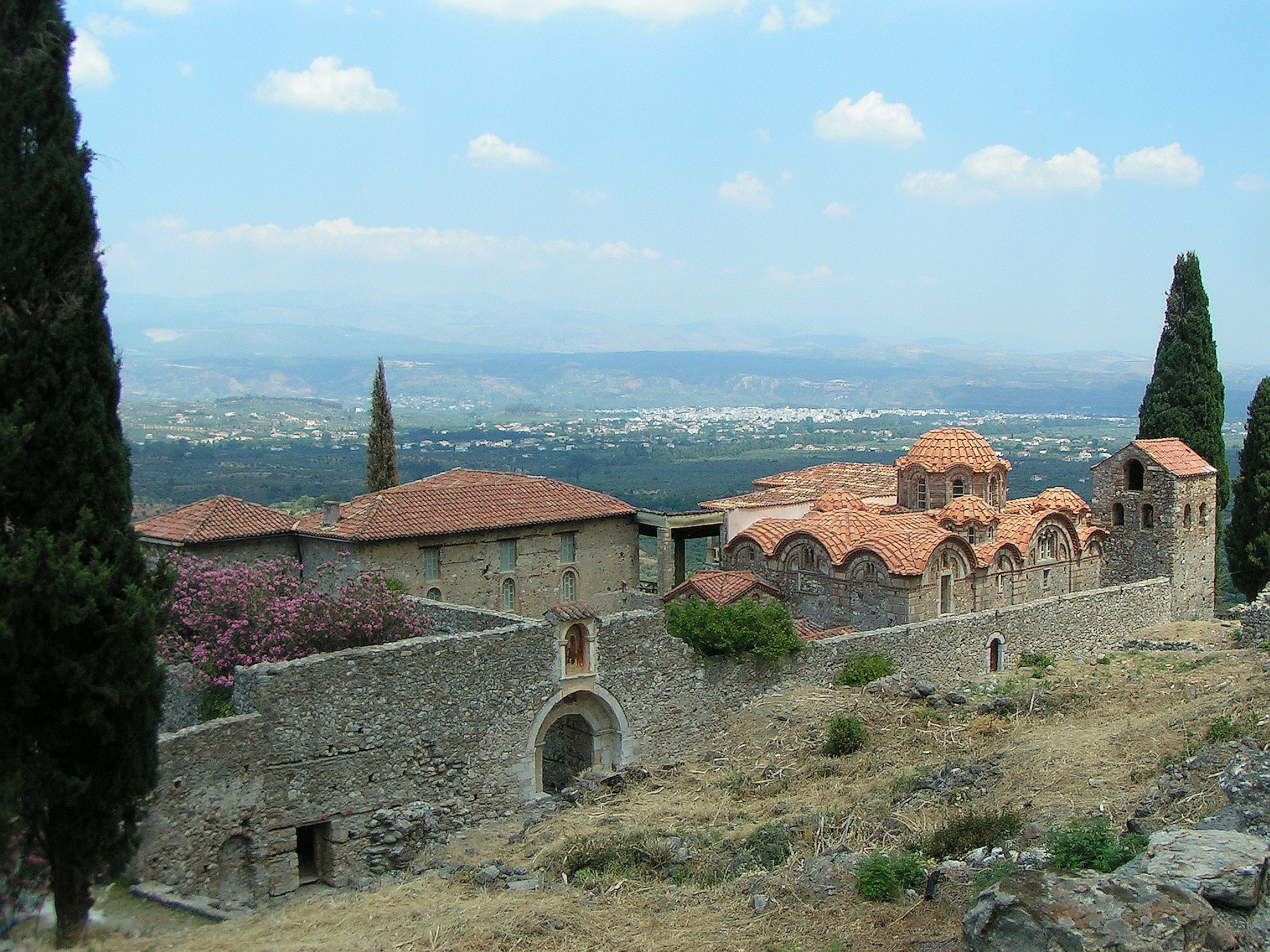
Мітрополія
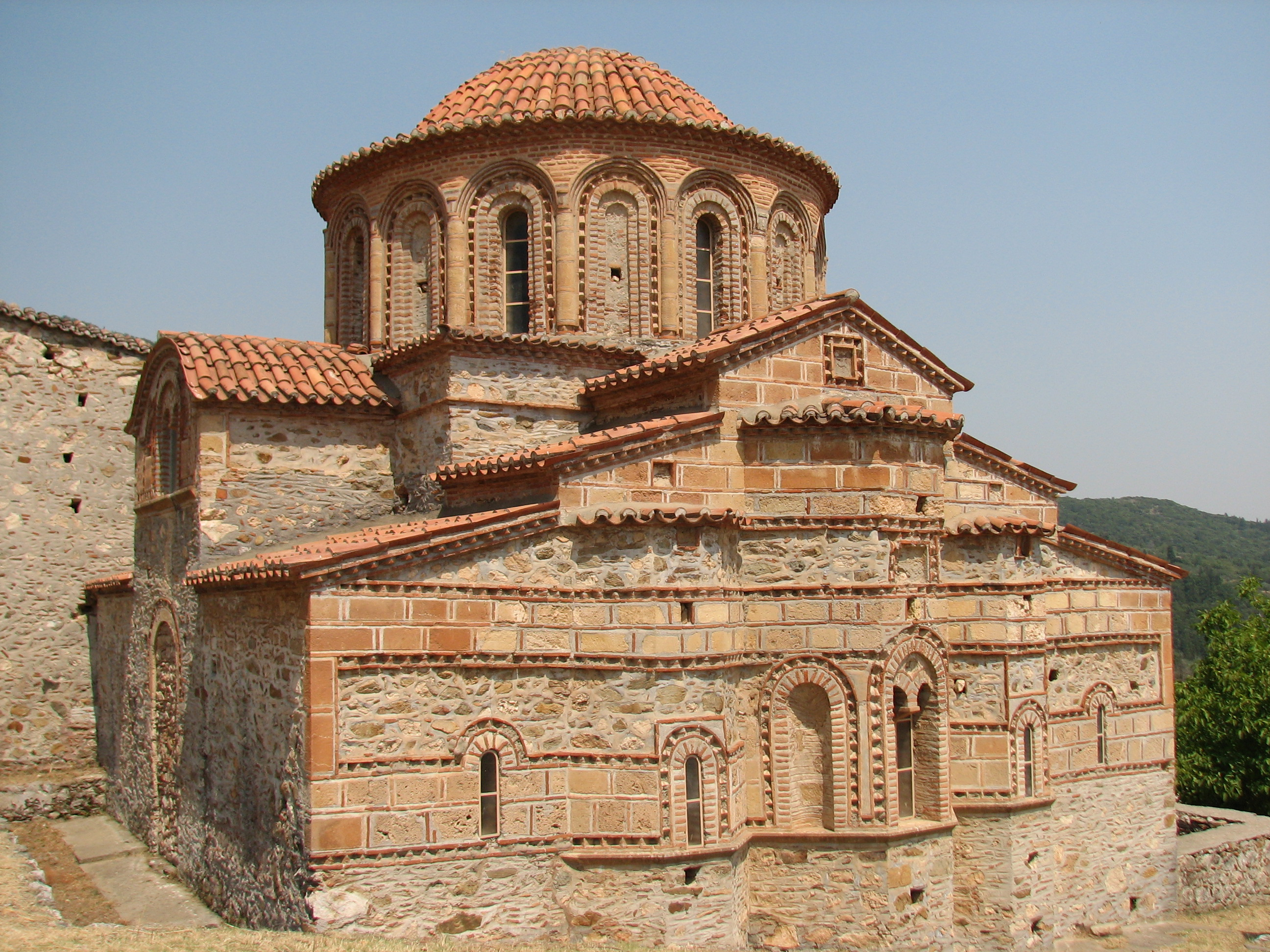
Церква Святих Феодорів
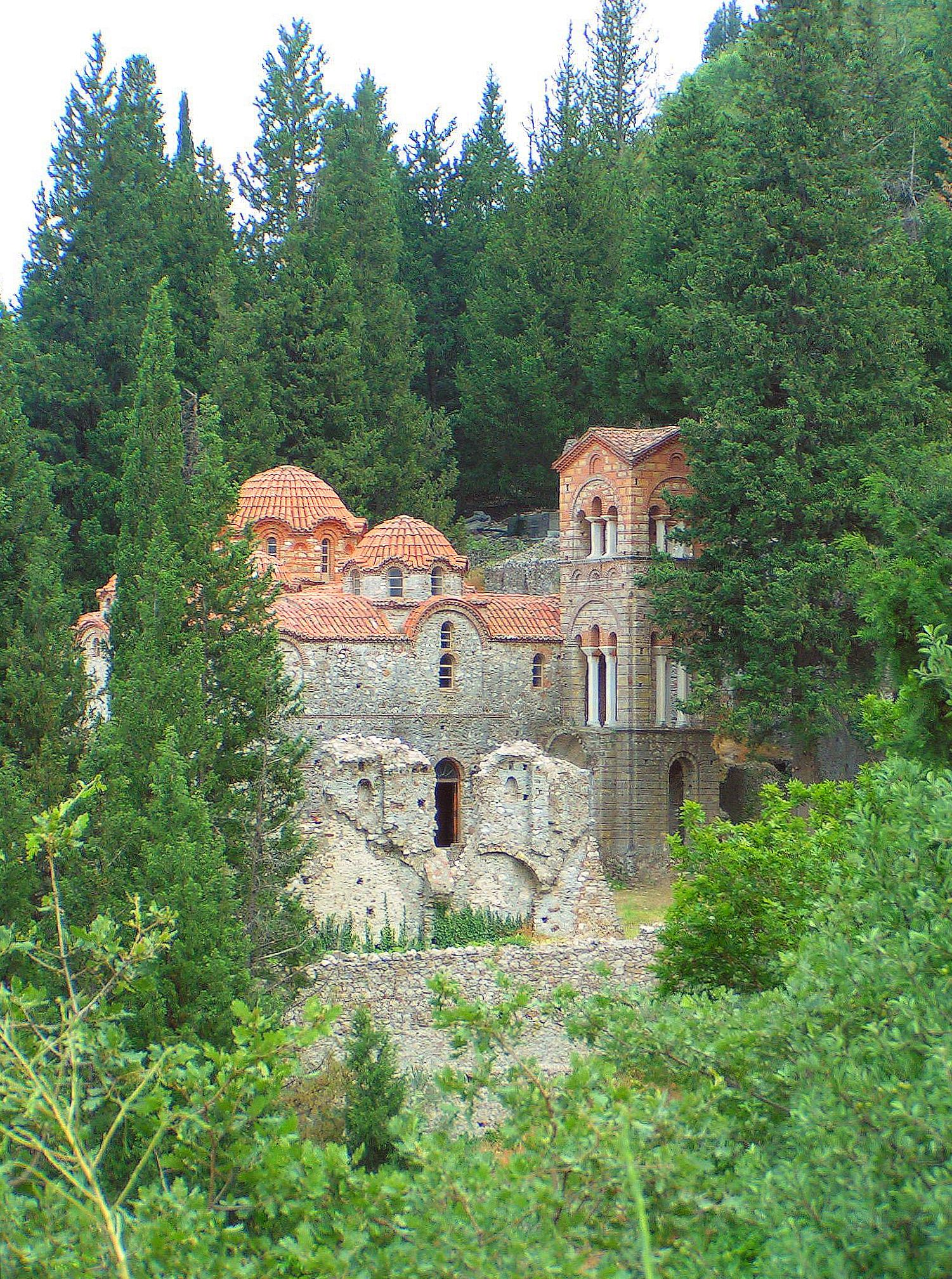
Одігітрия
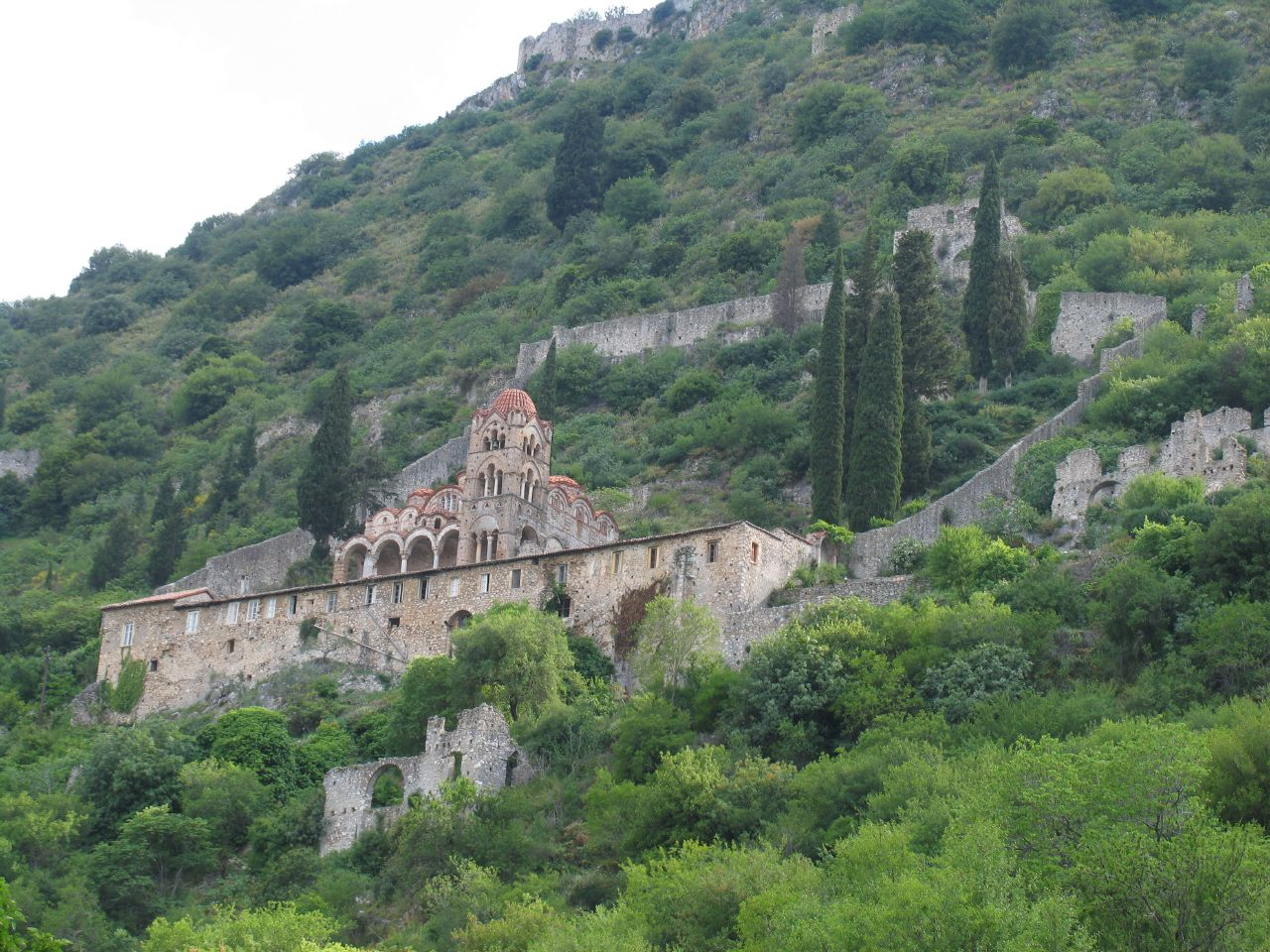
Монастір Пантанаса
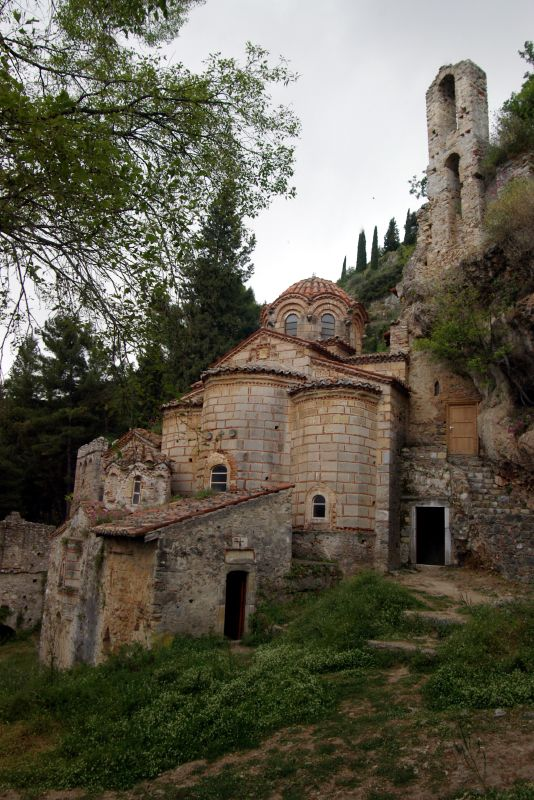
Перівлепта
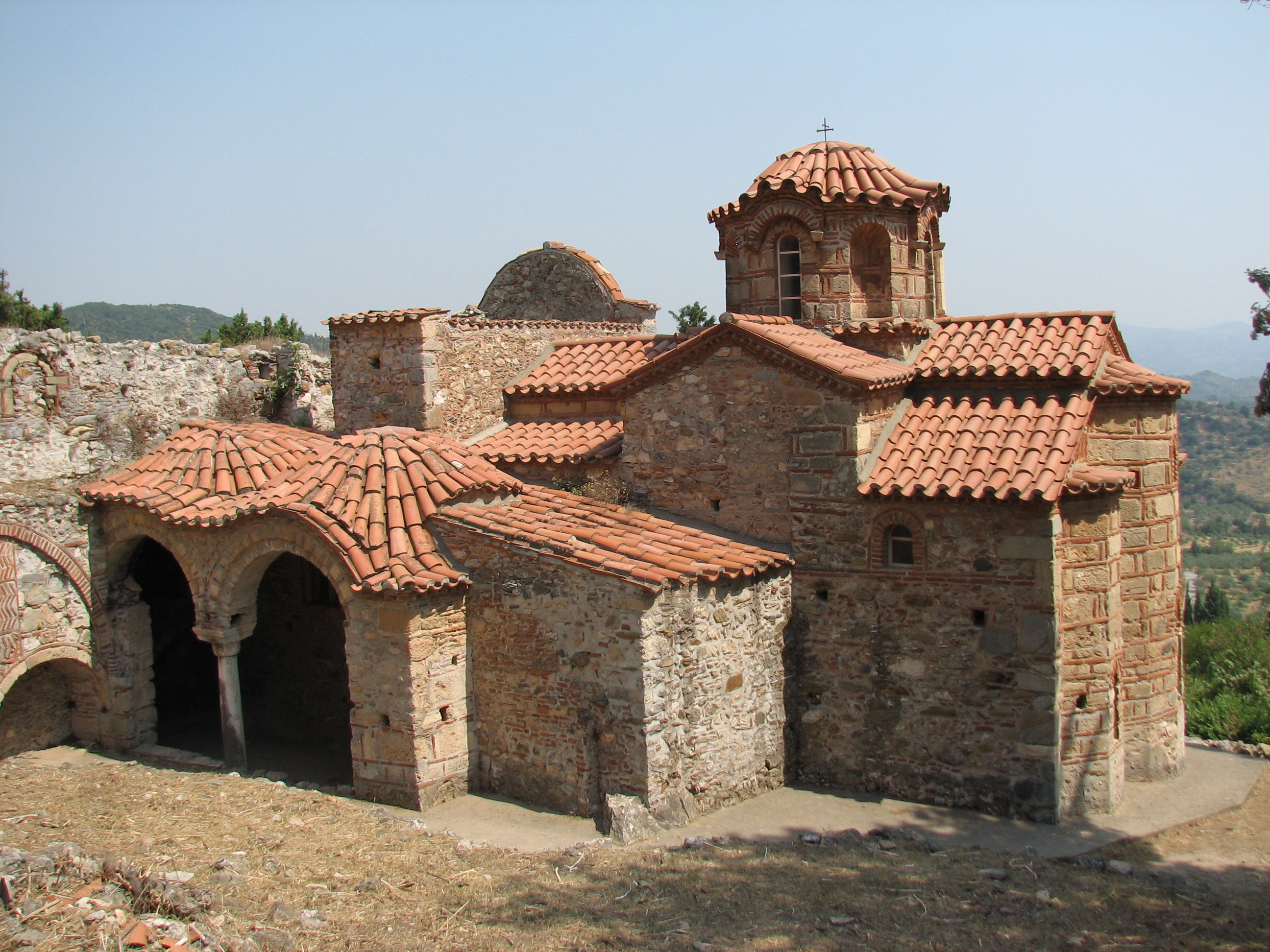
Евангелістрія
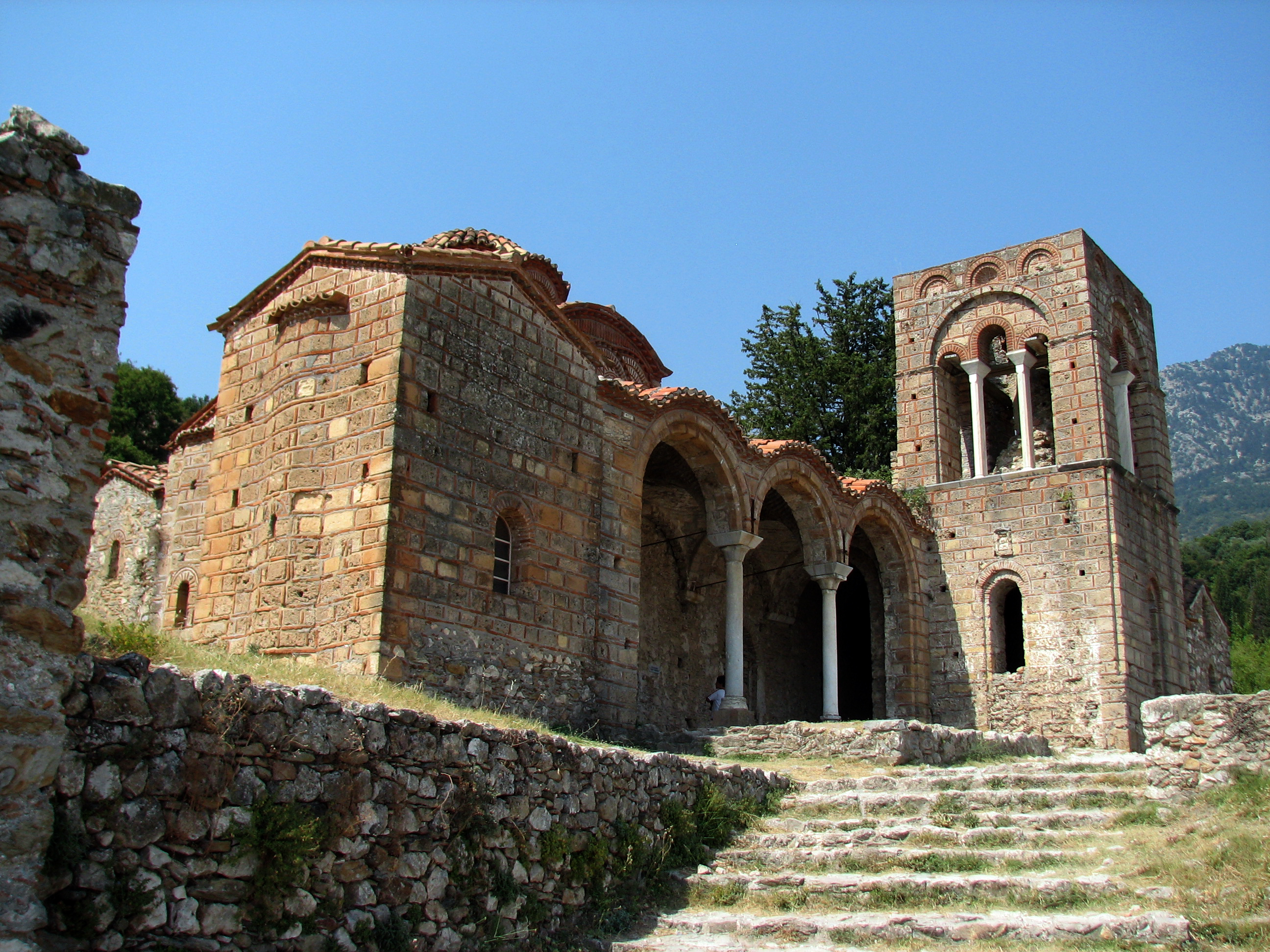
Церква Святої Софії